# U.S. Route 385

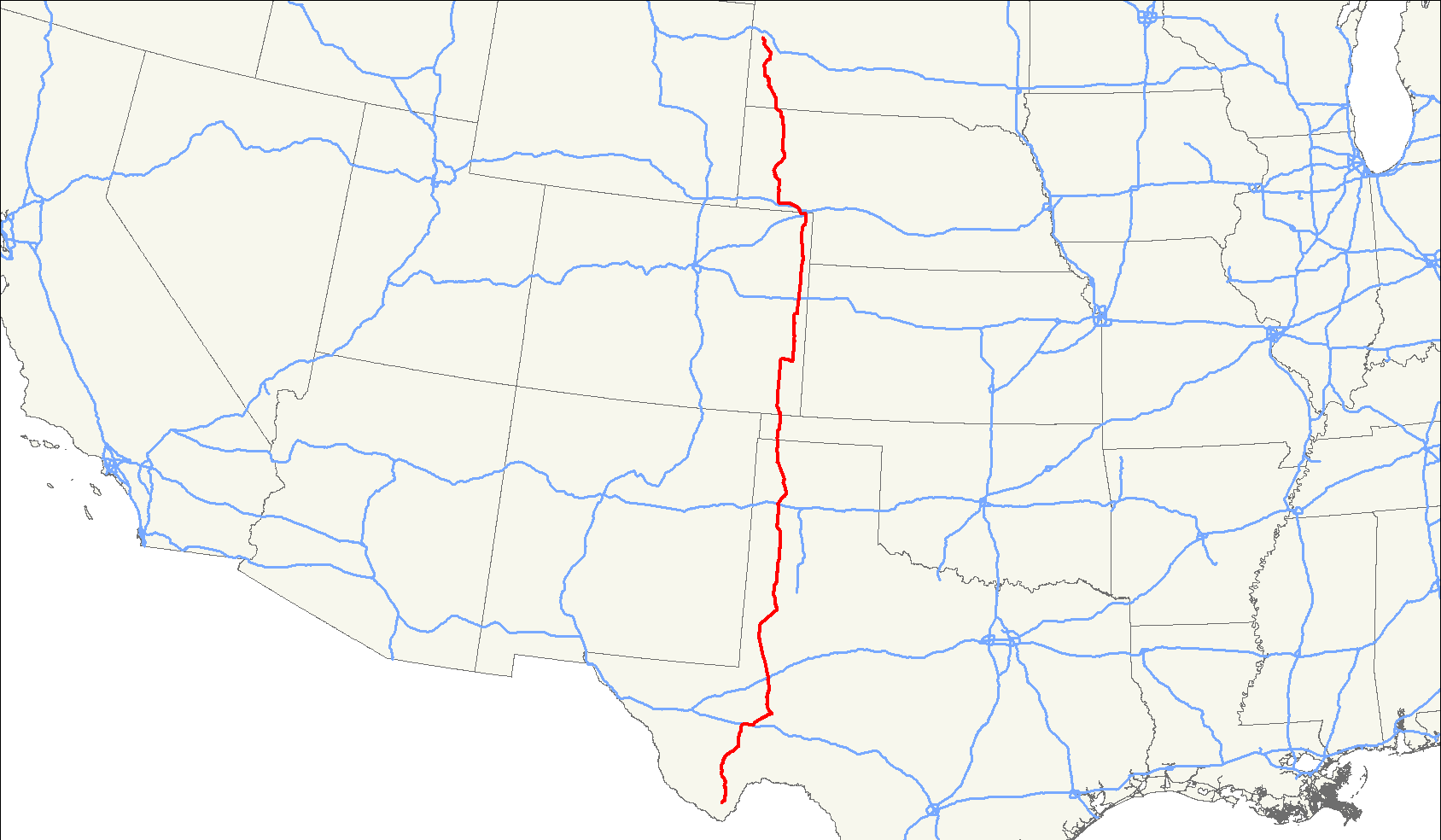
Rota da U.S. Route 385

U.S. Route 385 é uma autoestrada dos Estados Unidos. Possui 1.941 km de extensão e vai de Deadwood, Dakota do Sul até o Big Bend National Park no Texas.